# Desertoniscus zenkevitschi
Desertoniscus zenkevitschi là một loài chân đều trong họ Trachelipodidae. Loài này được Bortuzkii miêu tả khoa học năm 1945.